# Mediorhynchus corcoracis
Mediorhynchus corcoracis är en hakmaskart som beskrevs av Johnston och Edmonds 1950. Mediorhynchus corcoracis ingår i släktet Mediorhynchus och familjen Giganthorhynchidae. Inga underarter finns listade i Catalogue of Life.